# Bullterrier (hundrastyp)

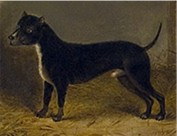
Bull and Terrier, 1802.

Bullterrier (engelska: Bull and Terrier) är samlingsnamn på fem besläktade hundraser som är terrier av bulldoggstyp (molossertyp): bullterrier, amerikansk pitbullterrier, miniatyrbullterrier, staffordshire bullterrier och american staffordshire terrier.
Rastypen har sitt ursprung i England och Irland där under 1700-talet molosserhundar (doggar eller mastiffer) användes som boskapshundar på marknadsplatser och slakterier. Dessa butcher's dogs var den brittiska motsvarigheten till tyskarnas Bullenbeisser eller Metzgerhund (slaktarhund), som återfinns i såväl rottweilern som i sennenhundarna. Man upptäckte att stresshormoner påskyndade mörningen av köttet och det blev ett ideal att hundarna skulle hetsas mot boskapen. Detta utvecklades till underhållning, likt andra slag av djurhetsning.
När tjurhetsningen förbjöds 1835 avlades en mindre, snabbare och smidigare typ fram, mer lämpad för hundkamp och för att döda råttor på tid. Då korsades bulldoggarna och bullmastifferna framförallt med Old English White Terrier som var en hängiven råttjägare. Det är dessa Bull and Terriers som gett upphov till både bullterriern och staffordshire bullterriern.
Till skillnad från hos vakthundar har aggressiviteten aldrig avsiktligt riktats mot människor. Bull and Terriers avlades för tillgivenhet och stabilitet i umgänget med människor. I de trånga, och ofta mycket fattiga, stadsdelar där typen har sitt ursprung har det inte funnits utrymme för aggressivitet gentemot människor, inte heller bland de individer som använts i arrangerade hundslagsmål då detta skulle omöjliggjort en mänsklig hantering av hundarna inför och mellan slagsmålen.